# Timmermansgildehuis
Het Timmermansgildehuis is een voormalig gildehuis in de Noord-Hollandse stad Hoorn. Het pand staat op een binnenterrein achter een woning aan het Dal. Nadat het timmermansgilde in 1820 werd opgeheven kwam het gebouw leeg te staan en veranderde een aantal keer van functie. In 1970 werd begonnen met een restauratie. Sinds 25 maart 1972 is het pand officieel het kantoor van het Westfries Genootschap. Het is het enige nog resterende gildehuis in de gemeente Hoorn.

## Geschiedenis
Het pand is omstreeks 1630 gebouwd. Het gilde van de huistimmerlieden, verenigd in het Sint Jozefgilde, heeft het pand gebouwd om er in te kunnen vergaderen. Het pand werd in 1631 in gebruik genomen. De vergaderingen vonden boven plaats, in het zogenaamde gildelokaal. Een groot deel van het interne houtwerk is beschilderd met vogels en plantdecoraties. Het deel dat niet is beschilderd was dat wel. Zeer vermoedelijk bevond de haard zich ooit in het midden van het lokaal. Houten delen die zijn verwijderd, zijn op zolder teruggevonden. Een van de panelen hangt anno 2016 aan de oostelijke muur, naast de beschilderde keukendeur.
In 1795 verliet het gilde het gildehuis. Het pand werd daarna nog gebruikt als strijkinrichting en als woning van een timmerman. Het Timmermansgildehuis bleef nog tot in het begin van de 20e eeuw in gebruik als timmermanswerkplaats. Het pand raakte wel ernstig in verval. In 1961 kwam Oud Hoorn ook met een restauratieplan, maar omdat invulling van de functie niet lukte, kwamen de plannen niet van de grond. Het Westfries Genootschap vond in het pand wel een goede functie als vergaderruimte, archief en secretariaat. Het genootschap liet, onder toezicht van de Dienst Openbare Werken van de gemeente Hoorn en de Rijksdienst voor de Monumentenzorg, tussen 1970 en 1972 het pand restaureren, om het op 25 maart 1972 officieel in gebruik te nemen.
De bakstenen muren zijn een halve steen dik. Dit komt doordat de muren niet dragend zijn, maar het houtskelet wel. Het pand zelf is niet van hout, omdat sinds 1613 nieuwe gebouwen in Hoorn van steen gebouwd moesten worden. In 1790 is de noordelijke lange muur vervangen door een muur van één steen dik. De stookplaats werd namelijk van het midden van de ruimte naar de muur verplaatst. Ook de wijzigingen in de kap wijzen op deze verplaatsing. De balken in de nok worden onderbroken, maar zijn later wel aangeheeld. De aanwezigheid van de centrale stookplaats is echter niet 100% zeker.

## Exterieur
Het pand heeft op de begane grond één deur en venster. Deze bevinden zich in de lange zijde die direct aan de tuin van Dal 5 is gelegen. Het grondplan meet 9 bij 5 meter. Het pand heeft één verdieping onder een, van origine, zadeldak tussen twee topgevels. De topgevel aan de zijde van het Kazerneplein is verwijderd. Op de verdieping zijn rondom meerdere vensters met roedeverdeling.

## Interieur
De begane grond deed dienst als proeflokaal. Hier deden de timmerlieden die tot het gilde toe wilden treden hun proeve van bekwaamheid. Dit lokaal kon ook voor enkele stuivers per dag gehuurd worden. In deze ruimte is ook een gewelf geplaatst waarop de vuurplaats van de haard rust.
De eerste verdieping, waar het gildelokaal gesitueerd is, is te bereiken via een trap in de linkerhoek van het pand. Op de verdieping is ook het houten skelet goed zichtbaar. De balken worden ondersteund door, tegen de muur geplaatste, stijlen die hier de vorm hebben van pilasters. De korbelen zijn geprofileerd. De decoraties op de pilasters zijn in de Lodewijk XVI-stijl. Deze decoraties bestaan uit laurierblad-guirlandes, met bovenaan een strik.
In het gildelokaal is een met wapens en andere versieringen beschilderde schouw geplaatst. De beschildering dateert uit 1790. Het toont Sint Jozef met de Heilige Familie op vlucht naar Egypte. Om deze voorstelling zijn de wapens van gildevoogden geplaatst. Boven het geheel is een plank geplaatst met een rijm:
Toen men hier mogt dien tijd beleven,

Dat wij Seventien Hondert schreven,

En noch Negentig Jaar,

Zijnde Voogden met malkaar,

In drie maal drie, te zaam gekomen,

Om deese Mantel, die hier Staat,

't Schilderstuk met dit Cieraat,

't Geen ook den Luister doet vermeeren,

Aan Josephs Kamer, te verëeren,

Jehova, bewaar dees Stee,

En geef onderling Vree,

Op dat Liefde en Eendracht woonen,

Bij Hun, die Voogden, hier vertoonen,

Dat zij met een Goe gewis,

't Gild Bestier dat Cieraad is.
Jakob, Jansen; Fecit 1790
Naast de stookplaats en de pilasters, is ook het plafond beschilderd. Alleen het middendeel is blanco. Er wordt vermoed dat hier de originele stookplaats heeft gezeten. De balken naast de blanco plafonddelen zijn wel beschilderd tot aan de muren. Hierdoor is een deel van de decoraties op de balken naast de schouw aan het zicht onttrokken.

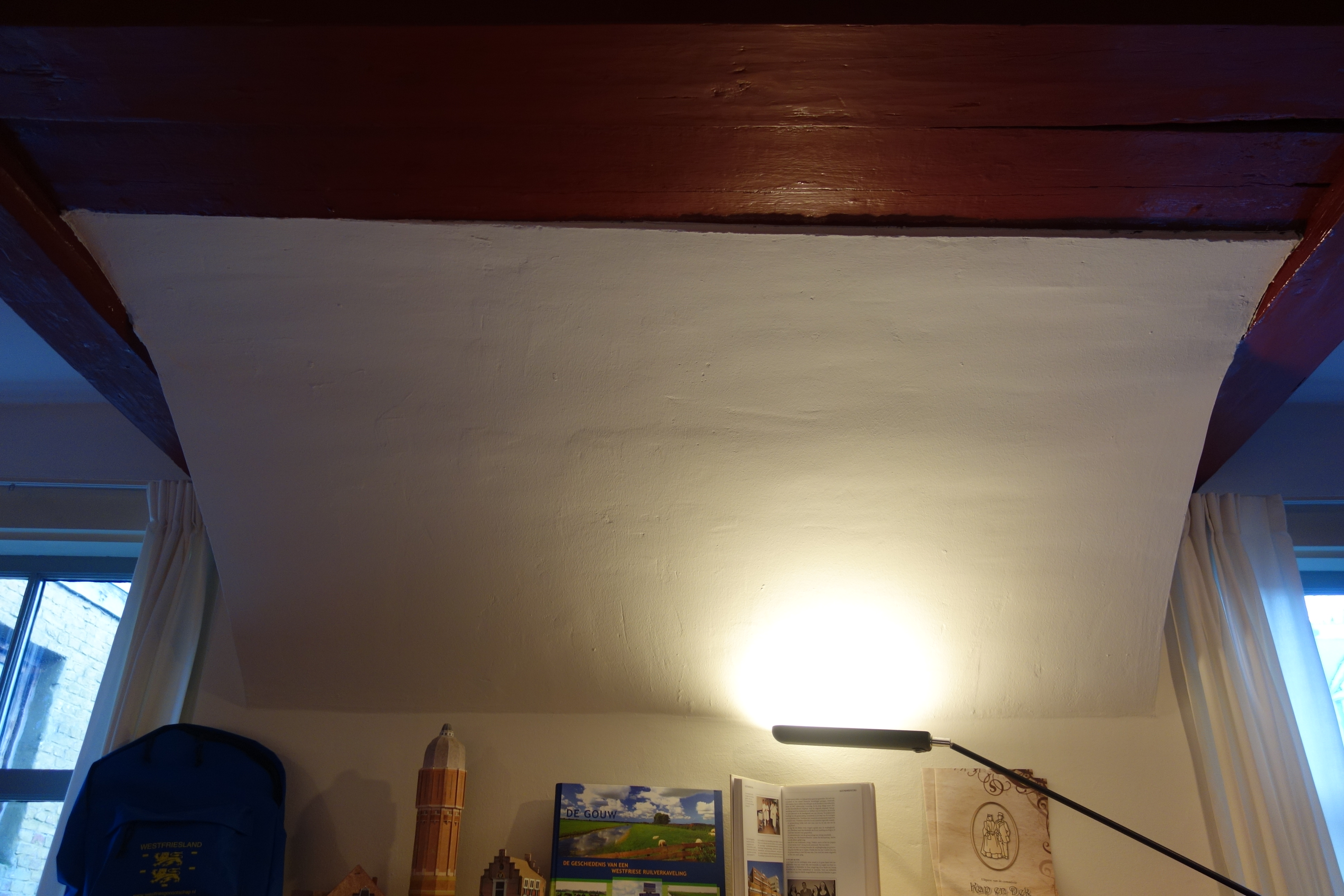
Bakstenen basement op de begane grond voor de open haard op de verdieping
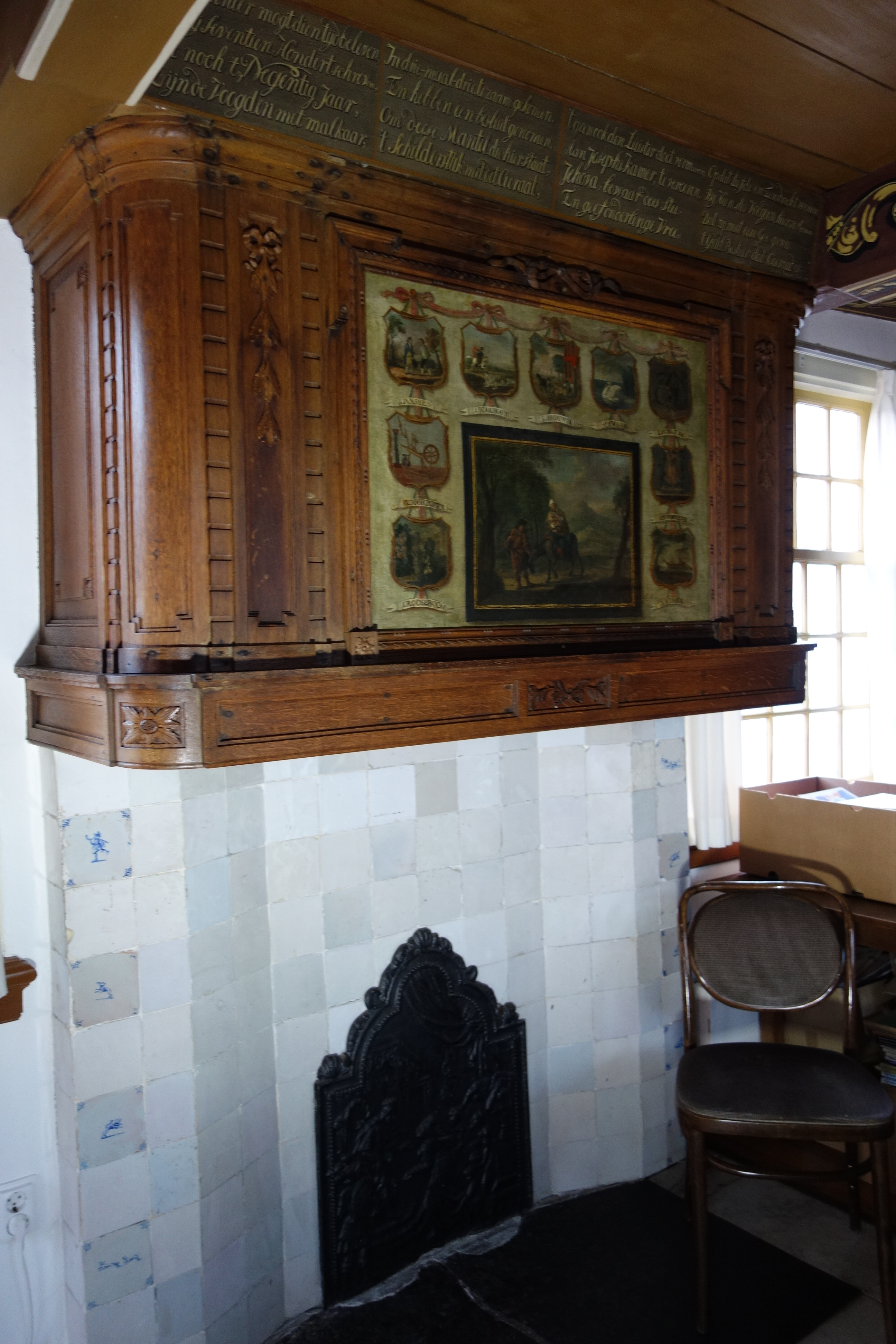
Open haard met erboven een rijmstuk
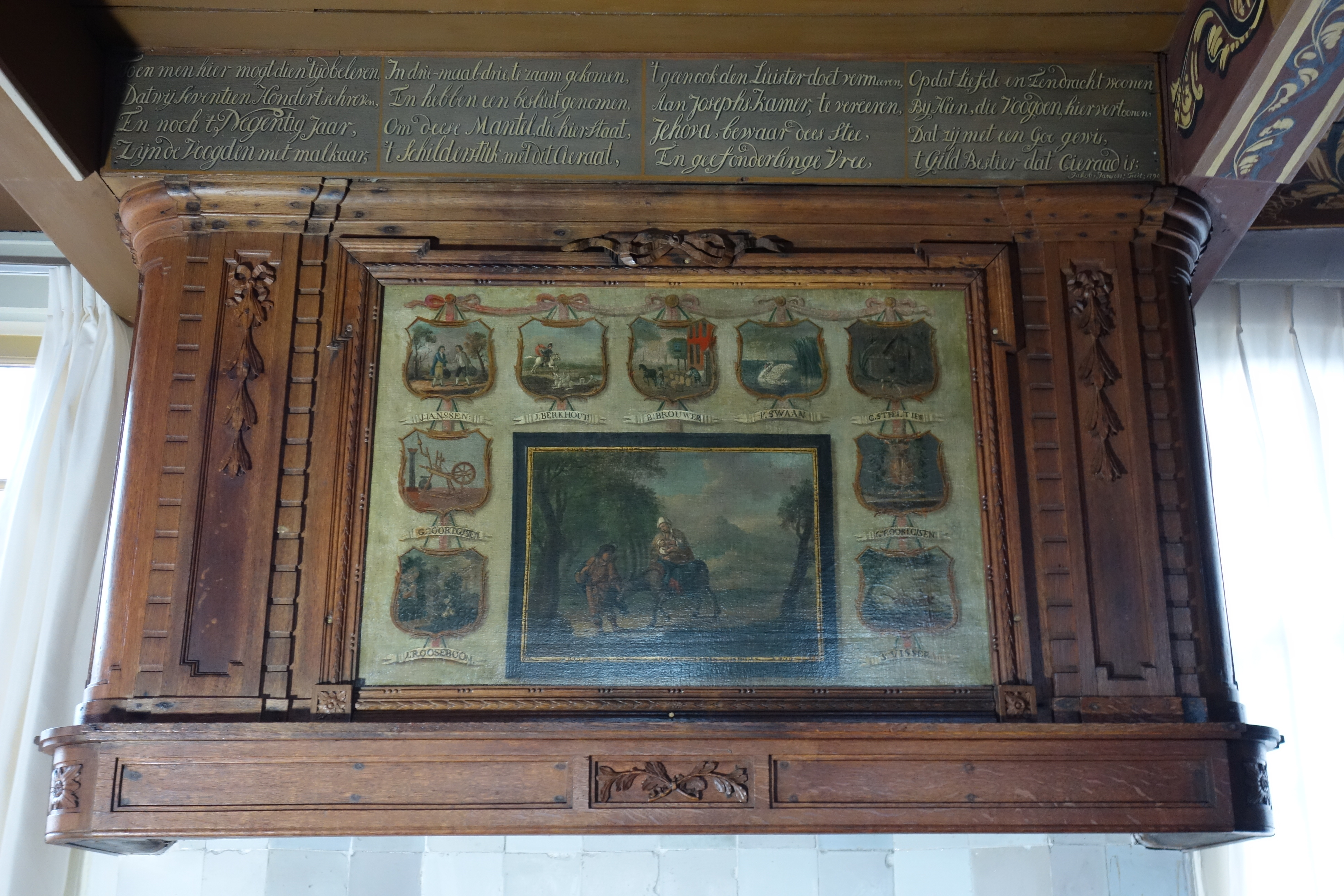
Het rijm
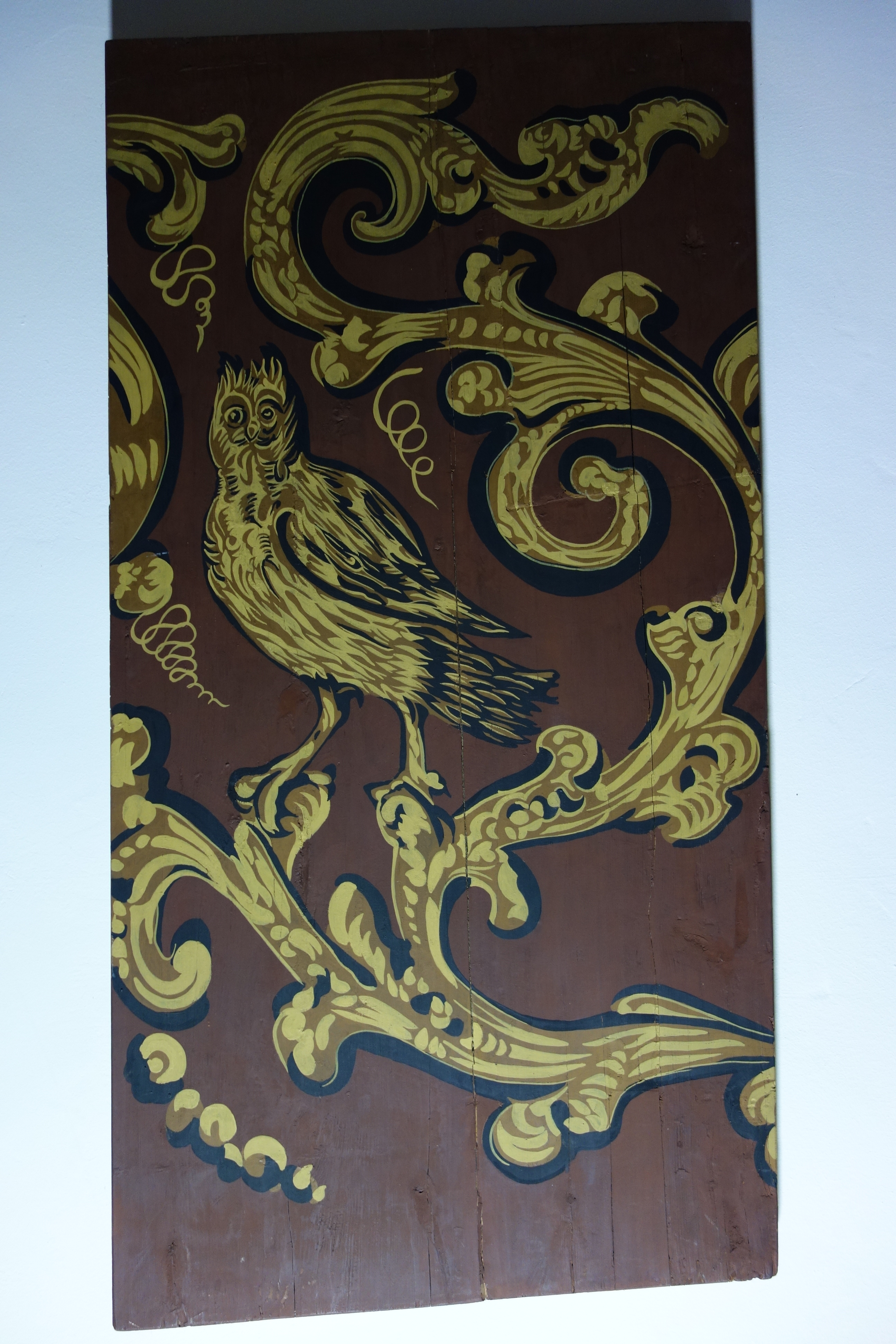
Verwijderd paneel uit het midden van van het plafond van de eerste verdieping
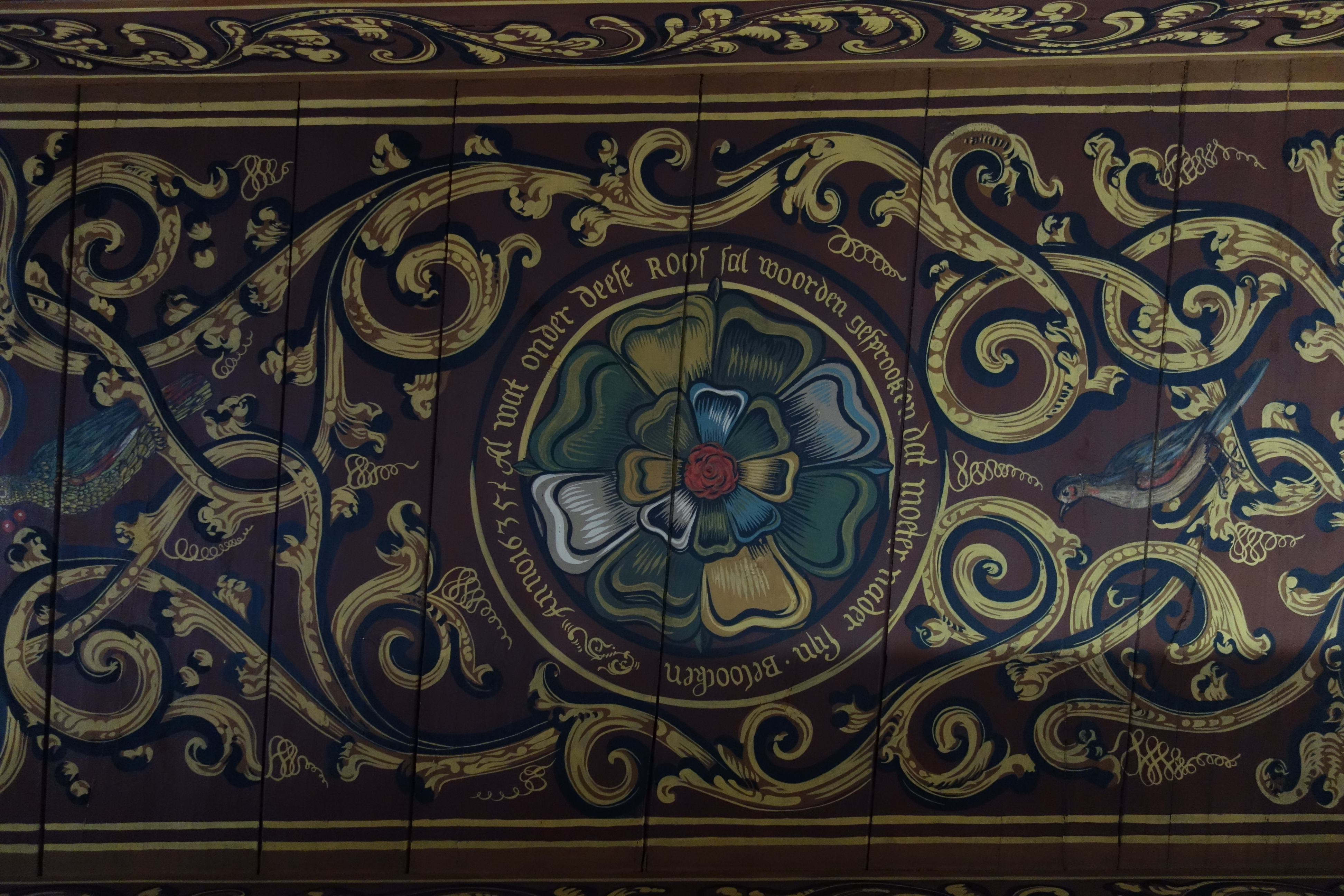
Roos waaronder de voorzitter plaats neemt